# Prix Lea
Le Prix Lea est un prix littéraire décerné  en Finlande de 1988 à 2004 par l'Association finlandaise des dramaturges et scénaristes. Il récompense le meilleur texte de pièce de théâtre (et non la représentation). Les nominées pour le prix sont des pièces écrites en finnois, en suédois ou en sami.

En 2014, le montant du prix est de 5 000 euros.

## Lauréats
| Année | Auteur                     | Ouvrage                                                  |
| ----- | -------------------------- | -------------------------------------------------------- |
| 1985  | Ilpo Tuomarila             | Yössä Gehennan                                           |
| 1986  | Pirkko Saisio              | Hävinneiden legenda                                      |
| 1987  | Jussi Parviainen           | Akka                                                     |
| 1988  | Bengt Ahlfors Johan Bargum | Finns det tigrar i Kongo?                                |
| 1989  | Jussi Kylätasku            | Haapoja                                                  |
| 1990  | Johanna Enckell            | tuotanto                                                 |
| 1991  | Juha Siltanen              | Foxtrot                                                  |
| 1993  | Jussi Kylätasku            | Keisari ja poika                                         |
| 1994  | Pirkko Saisio              | Voiton päivä                                             |
| 1995  | Jouko Turkka Juha Turkka   | Rakkaita pettymyksiä rakkaudessa                         |
| 1996  | Esko Salervo               | Keltainen veturi, Taivaansininen tila ja Valkoinen ikoni |
| 1998  | Anne Koski                 | Suuri toivelaulukirja                                    |
| 2001  | Sirkku Peltola             | Mummun saappaassa soi fox                                |
| 2003  | Pirkko Saisio              | Tunnottomuus                                             |
| 2006  | Reko Lundán                | tuotanto                                                 |
| 2008  | Laura Ruohonen             | Sotaturistit                                             |
| 2009  | Kati Kaartinen             | Aina                                                     |
| 2010  | Tuomas Timonen             | Meganin tarina                                           |
| 2011  | Pirkko Saisio              | HOMO!                                                    |
| 2012  | Paula Salminen             | 13 uponnutta vuotta                                      |
| 2013  | Pipsa Lonka                | Lauluja harmaan meren laidalta                           |
| 2014  | Antti Hietala              | Ihanat ihmiset                                           |